# Вендська корона
Вендська корона (нім . Wendische Krone або Wendenkrone) — геральдичний символ у формі корони з регіону Мекленбург у Німеччині. Це приклад вигаданої традиції. Міф заснований на трьох археологічних знахідках, які насправді не були ані вендськими, ані коронами, а германськими бронзовими та мідними кільцями приблизно 300 року до нашої ери. Перше коло було знайдено в 1823 році в Ланген-Трехов, друге в 1843 році біля Адмансхагена, а третє в 1849 році поблизу Любтена. Кола приписували вендам через всюдисуще вендське / слов'янське минуле Мекленбурга та дому Мекленбургів, династії слов'янського походження.

## В геральдиці
Золота вендська корона була символом, який використовували правителі Мекленбурга, включаючи Велике герцогство Мекленбург-Шверінське і Велике герцогство Мекленбург-Штреліцьке. Вона була присутня в їхніх гербах, медалях і нагородах, а також використовувався як прикраса в інтер'єрах палаців і замків. Вона також присутня в дизайні Хреста Фрідріха Франциска та Ордена Вендської корони.

## Галерея зображень

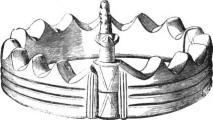
Одна з оригінальних вендських корон, бронзова каблучка з бл. 300 р. до н.е., знайдений у 1823 році в Бернітт-Ланген Трехов на південний захід відРостока
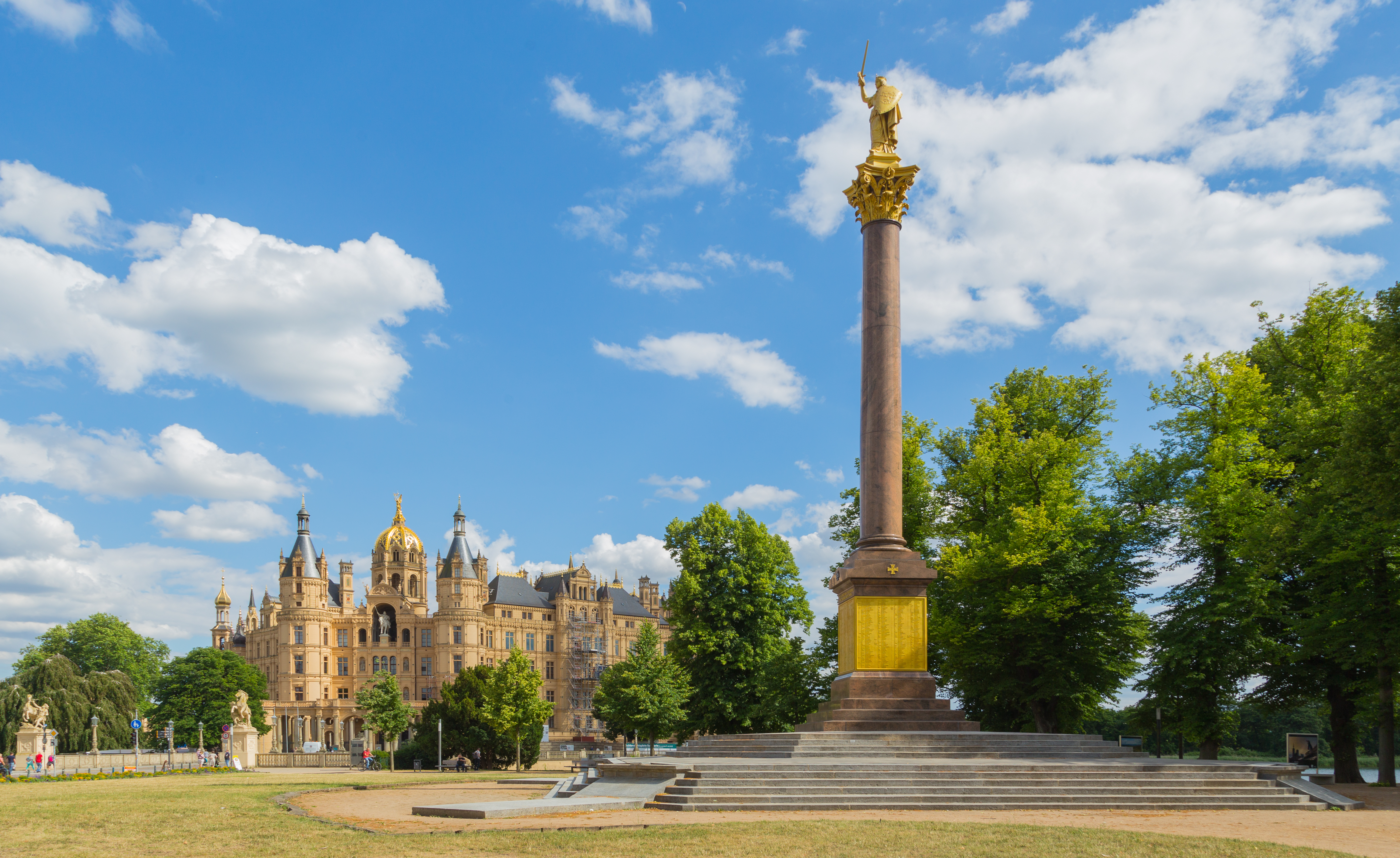
Алегоричне зображенняМекленбурга, мегаполісна колоні перемоги в Старому саду в Шверіні, увінчане вендською короною
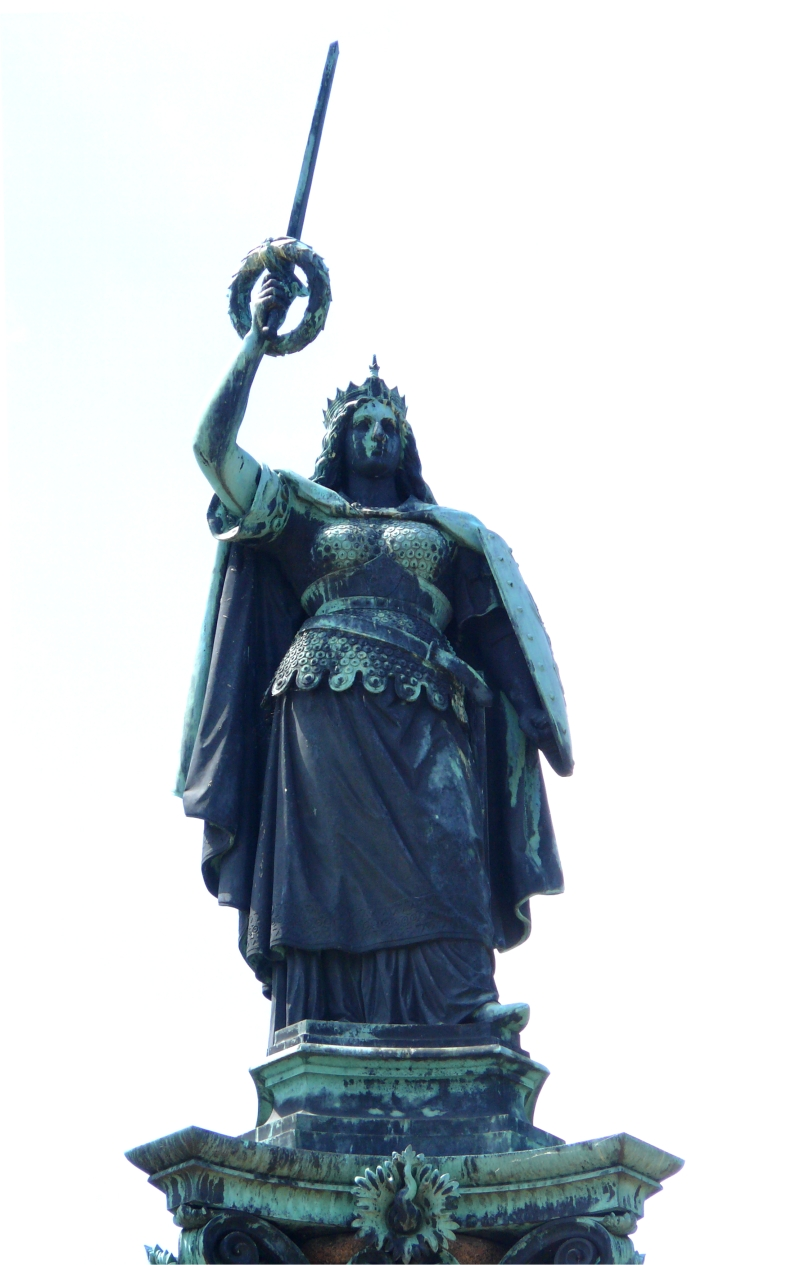
Ближчий вид на скульптуру у Шверіні
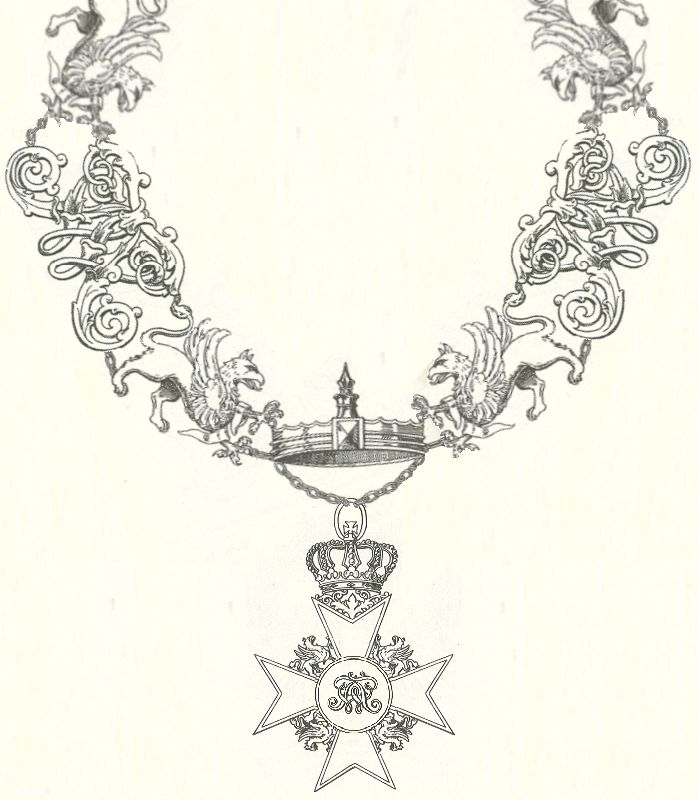
Намисто ордена Вендської корони із зображенням Вендської корони
Герб Великого герцогства Мекленбург-Шверінського, який включає в себе Вендську корону
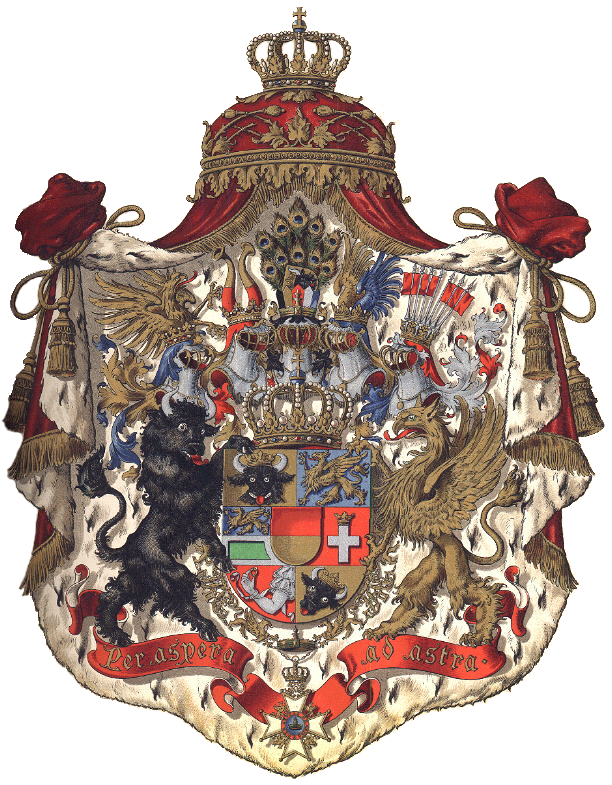
Герб Великого герцогства Мекленбург-Штреліцького, який включає в себе Вендську корону